# Platform (verhoging)
Een platform is een horizontale vloer die boven zijn omgeving uitsteekt, bijvoorbeeld met het doel een goed zicht te krijgen. 
Zo wordt bij een theatervoorstelling de licht- en geluidbediening op een platform geïnstalleerd. Een hieraan verwante betekenis is terug te vinden in het woord olieplatform. Bij een olieplatform steekt de werkvloer boven de grond of zee uit. Vanaf dit plateau wordt met een boor naar olie of gas geboord.